# Sechem-Zepter

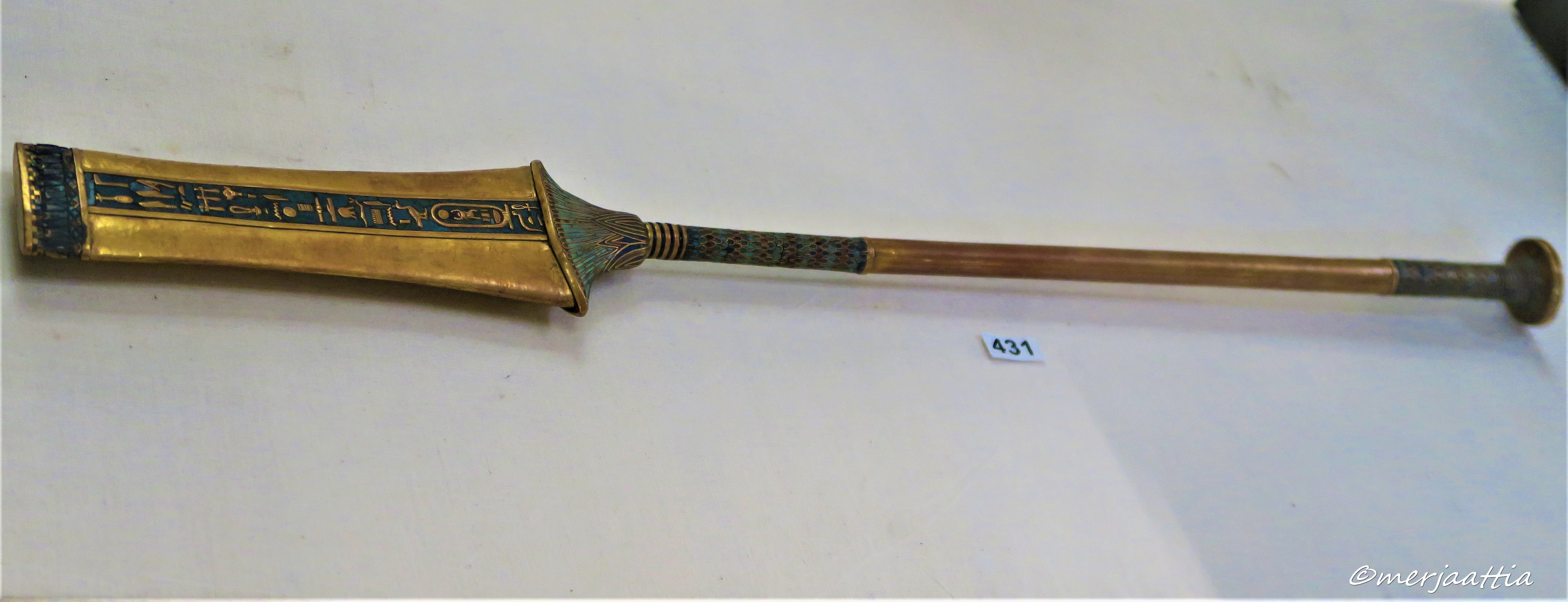
Sechem-Zepter, Grab des Tutanchamun (KV62), Ägyptisches Museum Kairo (JE 61759)

Das Sechem-Zepter (auch Sechem-Szepter) ist als altägyptische Weiterentwicklung des Sistrums als Machtsymbol in Form eines Kommandostabes bereits im Alten Reich belegt.

## Etymologie
Die Bezeichnung Sechem („Macht“) entwickelte sich etymologisch aus dem Begriff Sachem („Macht“) im Zusammenhang des Namens der Gottheit Sachmet („Die Mächtige“), wobei der Laut „a“ mit der Zeit verblasste und die später gebräuchliche Form Sḫm übrig blieb.
Der Wortstamm Sechem für „Macht“, Sechem-iri für „Machthaber“, Sechem für „Sistrum“, Sechmet für „Mumienfigur“, Sechemti als Dualismus für „Doppelkrone“ und der Beiname des Osiris als Sechem fußen auf jener Grundlage, die für die Verbindung zwischen den Lebenden und den Toten steht.

## Mythologische Verbindungen
Das Sistrum der Löwengöttin Sachmet gehörte in der Frühzeit zum Ausrüstungsgegenstand des Schamanen, der in seiner Funktion des Tjet auch das Pantherfell trug. Die Symbolik des Sistrums war daher eng mit der Himmelsphilosophie verbunden und drückte die Fähigkeit des Sistrumträgers aus, mit den Ahnen und Himmelsgottheiten in Kontakt zu treten. Aus dem normalen Sistrum entwickelte sich das so genannte Naos-Sistrum.
Die Einführung des Sechem-Zepters als „Machtstab des Königs (Pharao)“ folgte diesbezüglich als Zeichen des irdischen Herrschers, der mit den Kräften der Götter und Ahnen ausgestattet war. Der König erhielt durch das Sechem-Zepter ebenfalls die Mächte der Himmelsgottheiten Horus und Hathor. Daneben wurde Thot mit dem Epitheton „Sechem der Götter“ in verschiedenen Texten erwähnt.
Das Hathorsymbol der Usch-Säule in Kusae weist als Papyrusstab mit zwei Straußenfedern, wie für die Göttin Maat stehend, eine starke Ähnlichkeit gegenüber dem Sechem-Zepter auf. Dies lässt auf die mythologische Verbindung der Bas zu Tod und Wiedergeburt schließen.